# Mehmet Cambaz
Mehmet Cambaz – turecki zapaśnik walczący w stylu wolnym. Srebrny medalista mistrzostw Europy w 1974 i piąty w 1975. Triumfator igrzysk śródziemnomorskich w 1975 roku.